# Radiostyrd modellbil

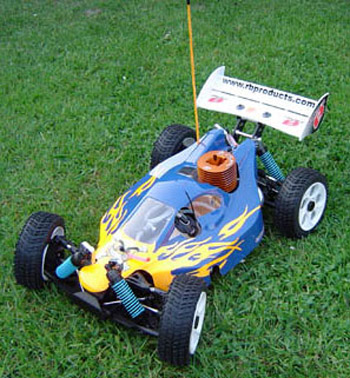
Radiostyrd modellbil i skala 1:8 med förbränningsmotor. Bilden visar specifikt en fyrhjulsdriven buggy.

Radiostyrd modellbil är en mekanisk modell av en bil som kontrolleras via en (oftast) handhållen radiosändare och en i bilen monterad radiomottagare. Föraren sänder kommandon till mottagaren, som sedan skickar signaler till servon.

## Konstruktion
De flesta radiostyrda modellbilar är uppbyggda på liknande sätt. Bilen innehåller en radiomottagare, strömförsörjning för mottagare och servon, batterihållare eller bränsletank, fjädringskomponenter, styrning, broms, och ett plastskal. Fjädringen består oftast av spiralfjädrar och stötdämpare (friktionsdämpare eller oljefyllda dämpare).
Bilarna kan vara två- eller fyrhjulsdrivna. I de tvåhjulsdrivna modellerna finner man ofta en ganska enkel differentialväxel som genom en växellåda kopplas till den elektriska eller metanoldrivna motorn. I de fyrhjulsdrivna modellerna finner man ofta tre differentialer - en framtill, en baktill, och en i mitten. Mittdifferentialen är den differential som motorn driver. I mer avancerade modeller finner man differentialer som liknar de man finner på fullskalebilar. För att undvika att hjul spinner okontrollerat vid förlust av fäste kan en sorts differentialbromseffekt uppnås genom att fylla differentialhuset med silikonolja av varierande viskositet.

### Skalor
I huvudsak delas bilarna in i dessa storleksklasser (skalor):
- 1:27 (också kallat 1/27). Dessa bilar är riktigt små men det körs många tävlingar i klassen som indelas i tre segment: Touring/Track, Monstertruck & Overland.
- 1:18 (också kallat 1/18). Dessa bilar är små och lätta och kan nå höga hastigheter med relativt blygsamma medel.
- 1:10 (också kallat 1/10). I denna klass kan man finna de flesta bilar i klasser som drifting, on-road, buggy, stadium truck.
- 1:8 (också kallat 1/8). I denna klass kan man finna större monster trucks, buggy och truggy-klassen (som är en blandning av truck och buggy).
- 1:5 (också kallat 1/5). Här finns de s.k giant scale modellerna.

Det finns andra storleksklasser, men dessa är de vanligaste.
Det finns två huvudtyper av radiostyrda modellbilar: de med elektriska motorer och de med förbränningsmotorer.

### Elektriska modellbilar

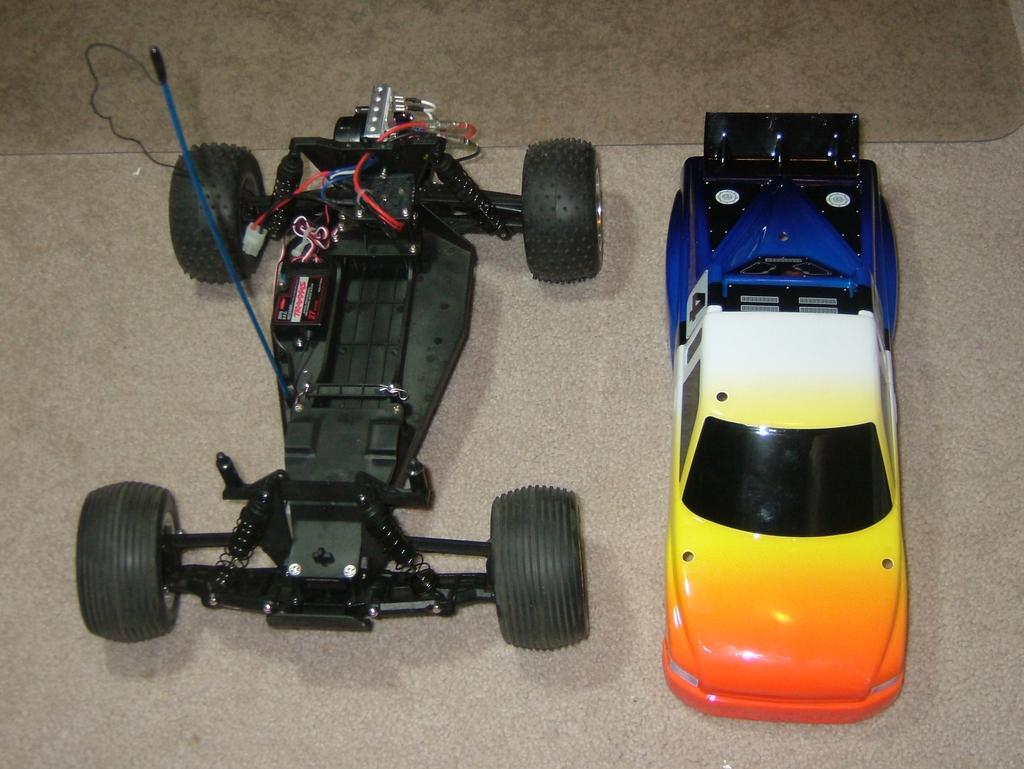
En elektrisk radiostyrd bil. Med plastkåpan borttagen kan batterihållaren i mitten, mottagaren till vänster, fartreglage och motorn baktill ses. Denna modell är bakhjulsdriven

Dessa använder högvarviga elektriska motorer för att driva hjulen (normalt två eller fyra, beroende på användningsområde). Fartkontrollen hanteras på två sätt:
- MSC - Mechanical Speed Control, eller mekaniskt fartreglage. Denna metod använder sig av ett servo som roterar en fartväljare. Eftersom det är mekaniskt blir det utsatt för slitage och smuts. De flesta mekaniska fartreglage kan även driva bilen baklänges.
- ESC - Electronic Speed Control, eller elektroniskt fartreglage. Här används en helt elektronisk metod för att kontrollera motorns varvtal. Eftersom det är elektroniskt tillåter denna kontrollmetod mer precisa justeringar, och kan även erbjuda en sorts elektronisk bromsfunktion. De flesta elektroniska fartreglage har även backfunktion, även om detta kan avaktiveras på vissa modeller för att vara tillåtna i officiellt sanktionerade tävlingar.

För de flesta elektriska bilar krävs ett eller två NiCd, NiMH eller LiPo batteripaket. Batterikapacitet mäts i mAh (milliAmpere timmar), och storlekar finns från 1400 mAh (NiCd), via 5000 mAh (NiMH) upp till 8000 mAh (LiPo).

#### Motortyper
Det finns två huvudmotortyper: borstade och borstlösa (oborstade).
Borstade motorer är den vanligaste typen där permanentmagneterna är statiska och kommutatorn roterar. Kontakter ("borstar") ligger an mot kommutatorn och ändrar med rotationsvinkeln polaritet på rotorns lindningar och skapar på så sätt en rotation.
I borstlösa motorer är lindningarna statiska och deras polaritet kontrolleras elektroniskt. Permanentmagneterna fästs på rotorn.
Medan borstade motorer är billigare anses borstlösta motorer vara mer effektiva och kraftfullare. Dessutom elimineras borstslitage fullständigt på borstlösa motorer. Borstlösa motorer kräver specialbyggda elektroniska fartreglage och kan inte användas med de billigare mekaniska reglagen.

### Tvåtakts bränslebilar

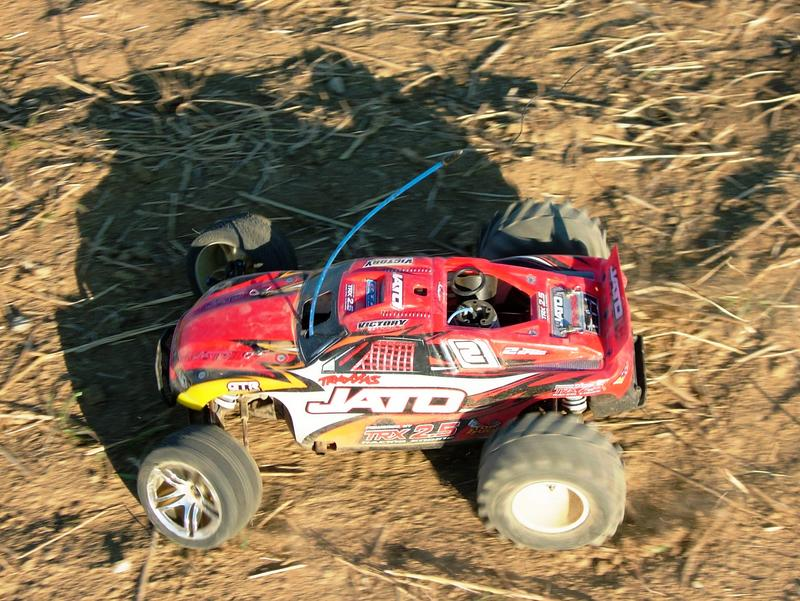
En nitrometandriven radiostyrd modellbil. Genom hålet baktill kan toppen på kylhuvudet ses.

Dessa bilar använder små glödstiftsmotorer (beroende på skala normalt mellan 2 och 5 cc, även om vissa mikromodeller använder motorer så små som 0,85 cc). De flesta använder metanol med en nitrometanblandning på mellan 10% och 30%. För tävling i världsklass kan även blandningar på upp till 50% förekomma. För smörjning av motorn tillsätts olika oljor. Större skalor använder vanliga tvåtakts bensinmotorer på mellan 20 och 25 cc. Dessa motorer använder oljeblandad bensin.
Fartkontrollen i dessa modeller är oftast ett servo kopplat till ett spjäll på en förgasare. Bränslebilarna har ofta ingen förmåga att backa, även om några större monsterbilar har växellåda med backväxel. Växellådekontroll kräver ett växelväljarservo utöver gas-/bromsservot och styrservot vilket ofta innebär att radiosändaren måste ha en tredje kontrollkanal.
De flesta bränslebilar har någon sorts bromsfunktion, normalt en metall- eller grafitskiva som kläms mellan två bromsbackar. Oftast är denna bromsfunktion kopplad till förgasarservot så att det aktiveras i den motsatta rotationsriktningen.
En vanlig missuppfattning är att dessa motorer fungerar som dieselmotorer. Det är emellertid tack vare den tunna upphettade tråden i glödstiftet som motorn fortsätter gå, det vill säga inte endast på kompression. Det finns dock dieselmotorer i modellstorlek. Dessa fungerar som en normal tvåtakts dieselmotor och erbjuder större vridmoment och lägre bränsleförbrukning än metanolvarianterna. Dessutom behöver dieselmotorerna inget glödstift.

### Fyrtakts bränslebilar
Det finns även fyrtaktiga modellmotorer, även om dessa är något ovanliga eftersom de normalt sett är större, tyngre och dyrare.

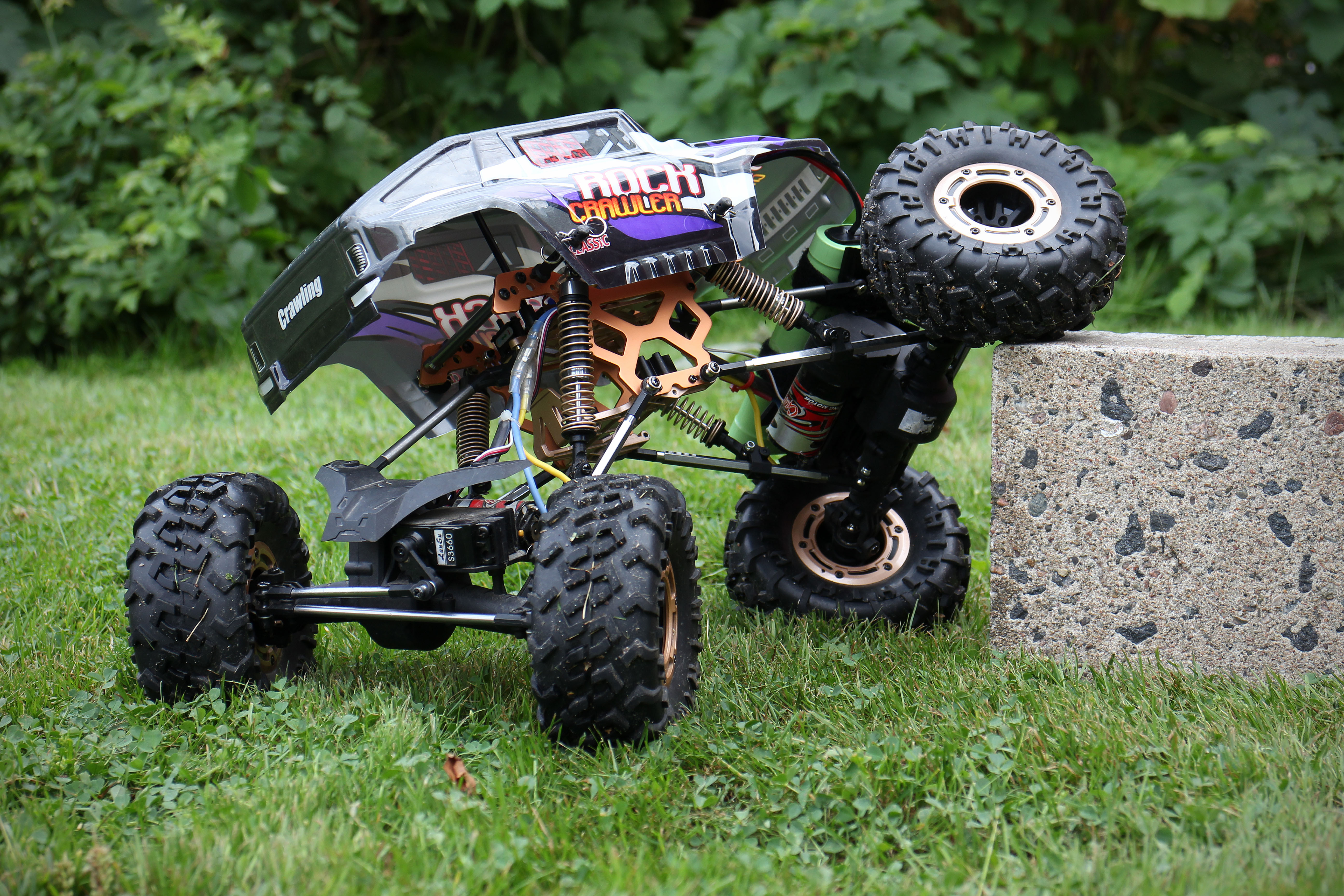
R/C bil avsedd för så kallad rock crawling

## Sport
Huvudartikel:Radiostyrd bilsport
Radiostyrda modellbilar har egna sporter. Bland dessa kan nämnas:
- Off road. Dessa är tävlingar som utförs i olika klasser beroende på skala. Banorna liknar ofta BMXbanor och ställer höga krav på förares skicklighet och ekipagens hållbarhet.
- On Road. Dessa tävlingar äger ofta rum på asfaltsbanor och liknar BTCC och STCC, men med mindre bilar (ofta i skalan 1:10). Hastigheterna är här mycket högre än i Off road.
- Dirt track eller Dirt oval. Här används mycket speciellt byggda fordon som till utseendet mycket liknar så kallade Sprint cars.
- Rock crawling är en gren som tagit fart på senare år, och precis som i fullskalevarianten gäller det att med ett fordon navigera en hinderbana på så kort tid och med så få straffpoäng som möjligt.
- Drag racing använder sig av modeller som är mycket lika fullskalebilarna och även accelererar mycket snabbt (0 – 100 km/h på 2 sekunder).
- RC drifting är baserat på fullskaledrifting men utövas med modellbilar, ibland utrustade med stabilitetsökande kontrollelektronik.